# بيتر لانغ (متسابق يخت)
بيتر لانغ (بالدنماركية: Peter Lang)‏ هو متسابق يخت دنماركي، ولد في 12 يونيو 1989 في فايله في الدنمارك.

## وصلات خارجية
- بيتر لانغ على موقع أوليمبيديا (الإنجليزية)